# Novantinoe mariahelenae
Novantinoe mariahelenae là một loài bọ cánh cứng trong họ Cerambycidae.